# Udols
Udols (títol original: The Howling) és una pel·lícula de terror estatunindenca realitzat per Joe Dante, estrenada l'any 1981. És la primera part - de vuit - d'una saga cinematogràfica. Ha estat doblada al català.

## Argument
Los Angeles. Karen White (Dee Wallace) és una periodista que es troba acorralada per un assassí en sèrie anomenat Eddie Quist (Robert Picardo). En col·laboració amb la policia, pren part en una trampa per capturar Eddie acceptant de trobar-lo en un cinema porno. Mentre Quist força la periodista a mirar una vídeo de violacions, és mort per les forces de l'ordre.
Karen queda traumatitzada i pateix d'amnèsia. El seu terapeuta, el metge George Waggner (Patrick Macnee), decideix enviar-la amb el seu marit Bill (Christopher Stone) a un centre aïllat al camp on els seus pacients reposen, "La Colònia".
L'indret és ple de persones estranyes, entre les quals una nimfòmana sensual anomenada Marsha que prova de seduir Bill. Aquest últim, resistint-se als atacs de la jove, és atacat i mossegat per un home llop en un camí. Canviat, Bill torna cap a Marsha i accepta de tenir una relació sexual amb ella. Durant la seva relació, els seus cossos es metamorfosen.
Així, Karen s'enfronta al secret del metge Waggner: "La Colònia" és el repós d'homes llop podent-se metamorfar a voluntat sense plena Lluna.

## Repartiment
- Dee Wallace: Karen White
- Patrick Macnee: Dr. George Waggner
- Dennis Dugan: Chris
- Christopher Stone: R. William « Bill » Neill
- Belinda Balaski: Terry Fisher
- Kevin McCarthy: Fred Francis
- John Carradine: Erle Kenton
- Slim Pickens: Sam Newfield
- Elisabeth Brooks: Marsha Quist
- Robert Picardo: Eddie Quist
- Margie Impert: Donna
- Noble Willingham: Charlie Barton
- James Murtaugh: Jerry Warren
- Jim McKrell Jean Barney): Lew Landers
- Kenneth Tobey: el vell policía
- Don McLeod: T.C. Quist
- Dick Miller: Walter Paisley, el llibreter
- Steve Nevil: el jove policia
- Bill Sorrells: Kline
- Meshach Taylor: Shantz
- Sarina C. Grant: la prostituta

## Rebuda
La pel·lícula ha tingut èxit comercial, informant aproximadament 17.985.000 $ al box-office a Amèrica del Nord per un pressupost d'1.000.000 $.
Ha tingut una rebuda de la crítica més aviat favorable, recollint 66% de crítiques positives, amb una nota mitjana de 6,4/10 i sobre la base de 29 crítics, en el lloc Rotten Tomatoes.

## Al voltant de la pel·lícula
- Nombrosos personatges han estat nomenats després dels noms de realitzadors de pel·lícules d'homes llop: George Waggner (L'home llop, 1941), Roy William Neill (Frankenstein troba l'home llop, 1943), Terence Fisher (La maledicció de l'home llop,1961), Freddie Francis (El Tren dels espants, 1965 i Legend of the Werewolf, 1975), Erle C. Kenton (La Casa de Frankenstein, 1944 i La Casa de Dracula, 1945), Sam Newfield (The Mad Monster, 1942), Jerry Warren (Face of the Screaming Werewolf, 1964) i Lew Landers (The Return of the Vampire, 1944).
- Hi ha una referència a Udols en una de les altres pel·lícules de Joe Dante, Gremlins (1984). Quan Billy baixa a la cuina per buscar aliment pels Gremlins famolencs, es percep un « emoticon » a la porta de la never, que anunciava l'arribada de l'home llop en Udols. Més tard, fotos de la pel·lícula s'anuncien en el cinema on els Gremlins miren Blancaneu i els set nans (1937).
- Destacar una petita aparició del productor Roger Corman, que va llançar la carrera de Joe Dante produint les seves dues primeres pel·lícules, i que es pot veure quan Karen White surt d'una cabina telefònica. Entre els diferents cameos, es pot citar igualment el de Forrest J Ackerman, fundador de Famous Monsters of Filmland i que apareix en una llibreria amb dos números de la seva revista entre les mans. Llibreria d'altra banda propietat de l'actor Dick Miller, que s'ha pogut veure en pràcticament totes les pel·lícules del cineasta.
- [6]

## Premis
- Premi de la millor pel·lícula de terror i nominació al premi al millor maquillatge (Rob Bottin i Rick Baker) i millors efectes especials (Dave Allen i Peter Kuran), per l'Acadèmia de Cinema de ciència-ficció, fantàstic i terror l'any 1981.